# Onthophagus pupillatus
Onthophagus pupillatus là một loài bọ cánh cứng trong họ Bọ hung (Scarabaeidae).